# Городские населённые пункты Чечни
Чеченская Республика включает  11 городских населённых пунктов — все они города, среди которых выделяются:
- 3 города республиканского значения (в списке выделены оранжевым цветом), из них в рамках организации местного самоуправления:
  - 2 образуют городские округа,
  - 1 входит в одноимённый муниципальный район;
- 8 городов в составе районов (районного значения) — в рамках организации местного самоуправления входят в одноимённые муниципальные районы.

## Города
| №  | название     | район / город республиканского значения | мун. район / городской округ | население, чел. | основание / первое упоминание | статус города | герб |
| -- | ------------ | --------------------------------------- | ---------------------------- | --------------- | ----------------------------- | ------------- | ---- |
| 1  | Аргун        | город Аргун                             | город Аргун, ГО              | ↗43 456         | XVIII век                     | 1967          |      |
| 2  | Ачхой-Мартан | Ачхой-Мартановский район                | Ачхой-Мартановский мун.район | ↗31 286         | 1846                          | 2023          |      |
| 3  | Грозный      | город Грозный                           | город Грозный, ГО            | ↗399 286        | 1818                          | 1869          |      |
| 4  | Гудермес     | Гудермес                                | Гудермесский мун.район       | ↗66 352         | XVIII век                     | 1941          |      |
| 5  | Курчалой     | Курчалоевский район                     | Курчалоевский мун.район      | ↗24 802         | 1732                          | 2019          |      |
| 6  | Наурская     | Наурский                                | Наурский мун.район           | ↗11 165         | 1642                          | 2024          |      |
| 7  | Ойсхара      | Гудермесский                            | Гудермесский мун.район       | ↗19 992         | 1602                          | 2024          |      |
| 8  | Серноводское | Серноводский                            | Серноводский мун.район       | ↘12 503         | 1846                          | 2024          |      |
| 9  | Урус-Мартан  | Урус-Мартановский район                 | Урус-Мартановский мун.район  | ↗65 698         | XVIII век                     | 1990          |      |
| 10 | Шали         | Шалинский                               | Шалинский мун.район          | ↗57 060         | XIV век                       | 1990          |      |
| 11 | Шелковская   | Шелковской район                        | Шелковской мун.район         | ↗13 538         | 1718                          | 2024          |      |

## Посёлки городского типа
Посёлки городского типа в Чечне отсутствуют с 2009 года. 

### Бывшие пгт
- Аргун — пгт с 1962 года. Преобразован в город в 1967 году.
- Горагорский — пгт с 1938 года. Преобразован в сельский населённый пункт в 2009 году.
- Гудермес — пгт с 1929 года. Преобразован в город в 1941 году.
- Ойсхара — пгт с 1946 года. Прежнее название — Новогрозненский. Преобразован в сельский населённый пункт в 2009 году. В 2024 году преобразован в город.
- Стерч-Керч (Стерч-Кертыч) — пгт с 1934 года. Преобразован в сельский населенный пункт в 1940-е годы.
- Черноречье — пгт с 1940 года. Включён в черту города Грозного в 1962 году.
- Чири-Юрт — пгт с 1974 года. Преобразован в сельский населённый пункт в 2009 году.